# The Woodlands

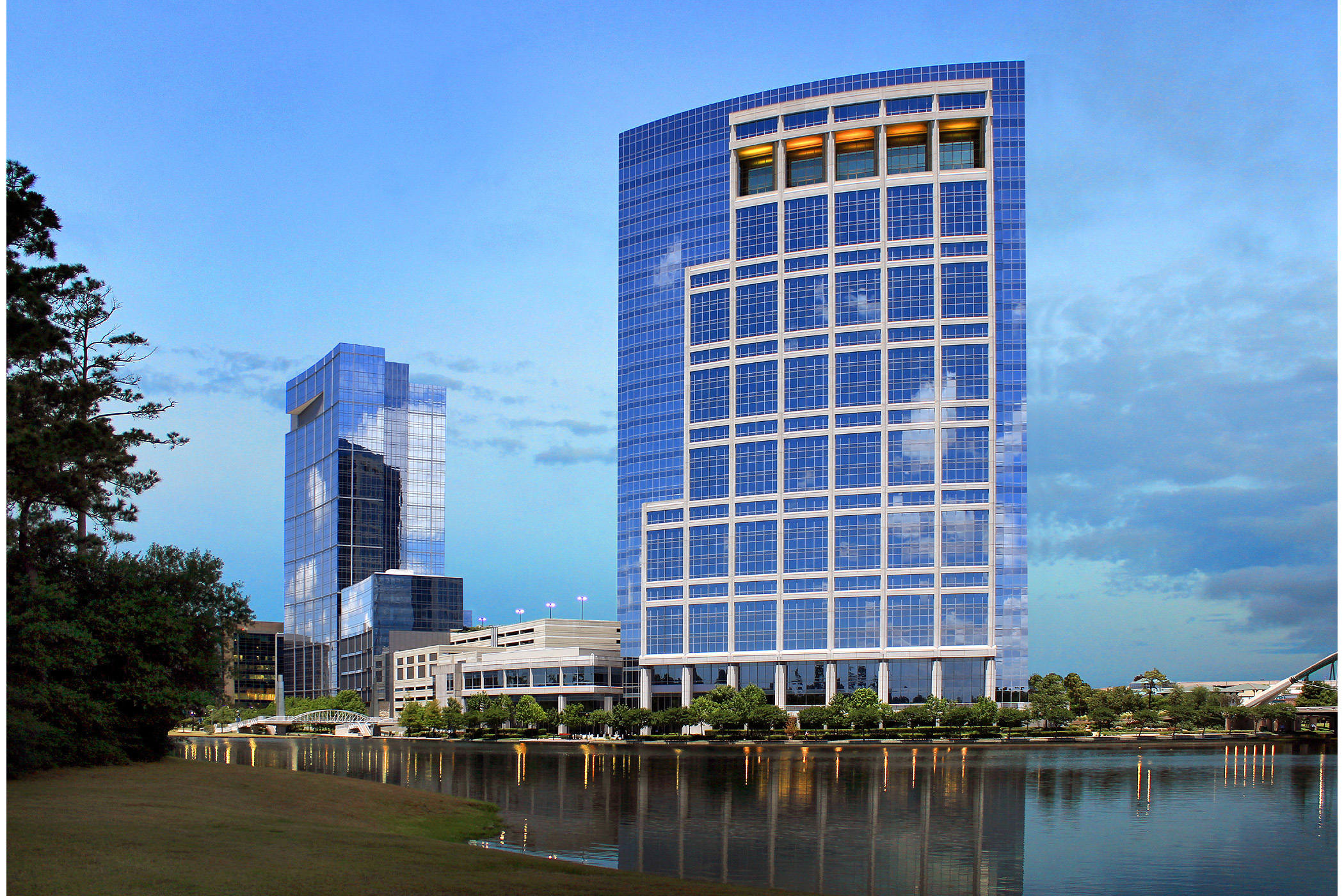
Allison and Hackett Towers

The Woodlands – miejscowość spisowa (obszar niemunicypalny) w Stanach Zjednoczonych, w hrabstwie Montgomery, w stanie Teksas. Ponieważ nie ma praw miejskich, zarządzane jest przez hrabstwo Montgomery. Znajduje się w obszarze metropolitalnym Greater Houston.

## Ludność
Ponad 20% mieszkańców urodziło się poza granicami Stanów Zjednoczonych. Mieszkańcy deklarują głównie pochodzenie niemieckie (13,7%), angielskie (12,7%), meksykańskie (12,6%), irlandzkie (9%), azjatyckie (7,3%), włoskie (4,5%), francuskie (4,5%), „amerykańskie” (4,2%), szkockie lub szkocko–irlandzkie (4,1%) i afroamerykańskie (4,1%). 
2,2% mieszkańców to Polonia. Miasto posiada także liczne grono migrantów z Wenezueli, Portoryko i Kolumbii.
Średni dochód gospodarstwa domowego (dane z 2023) wynosi 141 353 dolarów, zaś dochód na mieszkańca 73 221 dolarów. 5,6% mieszkańców żyje poniżej relatywnej granicy ubóstwa. Sprawia to, że jest to jedno z bogatszych miast Teksasu.  